# Браніслав Конрад
Браніслав Конрад (словац. Branislav Konrád; 10 жовтня 1987, м. Нітра, ЧССР) — словацький хокеїст, воротар. Виступає за «Слован» (Братислава) у Континентальній хокейній лізі.
Вихованець хокейної школи ХК «Нітра». Виступав за ХК «Нітра», МХК «Прєвідза», ХК «Нове Замки», «Металург» (Жлобин).
У складі національної збірної Словаччини провів 5 матчів; учасник чемпіонатів світу 2007. У складі молодіжної збірної Словаччини учасник чемпіонату світу 2007. У складі юніорської збірної Словаччини учасник чемпіонату світу 2005.
Досягнення
- Чемпіон Словаччини (2012).